# Dendromus lovati
Dendromus lovati é uma espécie de roedor da família Nesomyidae.
Apenas pode ser encontrada na Etiópia.
Os seus habitats naturais são: campos de altitude subtropicais ou tropicais. Está ameaçada por perda de habitat.